# Salix rectijulis
Salix rectijulis är en videväxtart som beskrevs av Carl Friedrich von Ledebour och Ernst Rudolf von Trautvetter. Salix rectijulis ingår i släktet viden, och familjen videväxter. Inga underarter finns listade i Catalogue of Life.